# Michael Barry
Michael Barry (Toronto, 18 de diciembre de 1975) es un ciclista canadiense que fue profesional entre 1999 y 2012.

## Biografía
Michael Barry creció en Toronto en un entorno caracterizado por el ciclismo. Su padre, Michael Barry padre, fue un corredor en Inglaterra en la década de 1950 y tuvo una tienda de bicicletas hasta el año 2006. Barry está casado con la ciclista estadounidense Dede Barry, que fue medallista de plata en los Juegos Olímpicos de Atenas 2004.
Barry se convirtió en profesional en 1999 en el equipo americano Saturn. En su segunda temporada, realizó un buen Tour de Langkawi, y luego terminó segundo en el Lancaster Classic por detrás de Jakob Piil. Durante los próximos dos años, consiguió varias actuaciones brillantes en el circuito americano, el más notable es probablemente su segundo lugar en el G. P. de San Francisco en 2001. También destaca en Europa al terminar cuarto en la Carrera de la Paz.
En 2002, Barry fue contratado por el equipo US postal de Lance Armstrong, que ya es tres veces ganador del Tour de Francia. A continuación, juega un papel de gregario que ayudó a Paolo Savoldelli a ganar el Giro de Italia 2005. Este nuevo rol de gregario reduce su palmarés a sólo unos pocos buenos resultados, como su cuarto lugar en el Tour de Georgia en 2003, la victoria de etapa en la Vuelta a Austria en 2005, lo que le valió para terminar en sexto lugar en esta vuelta, o el tercer puesto en la Vuelta a Sajonia en 2006. El 12 de octubre de 2003 en Hamilton, en su país y defendiendo sus colores, Barry terminó séptimo en el Campeonato del mundo. Al año siguiente destacó en Suiza, donde también acabó séptimo en el Campeonato de Zúrich. Forma parte del equipo US postal que ganó la contrarreloj por equipos de la Vuelta a España 2004. Participó en la carrera en línea de los Juegos Olímpicos de Atenas 2004, donde acaba 32.º lugar después de atacar en los kilómetros finales. Fue elegido Ciclista Canadiense del Año.
En 2007, Barry se unió al T-Mobile Team. Destacó a final de la temporada 2008, esta vez volviendo a representar a Canadá, donde ocupa un meritorio noveno puesto en la prueba en línea de los Juegos Olímpicos de Pekín 2008. Poco después, también terminó quinto de la Vuelta a Irlanda, y luego consiguió una victoria de etapa en el Tour de Misuri.
Para la temporada 2010 fichó por el nuevo conjunto británico Sky Procycling, donde acabó su carrera en 2012.

## Confesión sobre dopaje
En octubre de 2012, publicó una carta donde reconoció que usó sustancias dopantes entre los años 2002 y 2006, cuando era parte del equipo US Postal. Barry realizó estas declaraciones tras haber atestiguado junto con 10 excompañeros del equipo en la investigación que la USADA (Agencia Estadounidense Anti-Dopaje) realizó contra el US Postal y su excompañero Lance Armstrong. Señaló en la carta que el dopaje era una epidemia y que el equipo lo presionaba para rendir por encima de sus límites físicos. Aseguró que desde 2006 no volvió a hacerlo y que decidió participar de la investigación para ayudar a mejorar el deporte. Fue suspendido por un período de 6 meses y descalificado de todos los resultados que obtuvo entre el 13 de mayo de 2003 y el 31 de julio de 2006.

## Palmarés
2000
- 3.º en el Campeonato Panamericano en Ruta

2001
- 2.º en el Campeonato de Canadá en Ruta

2008
- 1 etapa del Tour de Misuri

2012
- 2.º en el Campeonato de Canadá en Ruta

## Resultados en Grandes Vueltas y Campeonatos del Mundo
| Carrera         | Carrera         | 1999 | 2000  | 2001 | 2002 | 2003 | 2004 | 2005  | 2006 | 2007 | 2008 | 2009  | 2010 | 2011 | 2012 |
| --------------- | --------------- | ---- | ----- | ---- | ---- | ---- | ---- | ----- | ---- | ---- | ---- | ----- | ---- | ---- | ---- |
|                 | Giro de Italia  | —    | —     | —    | —    | —    | —    | 101.º | —    | Ab.  | —    | 127.º | 44.º | 54.º | —    |
|                 | Tour de Francia | —    | —     | —    | —    | —    | —    | —     | —    | —    | —    | —     | 99.º | —    | —    |
|                 | Vuelta a España | —    | —     | —    | Ab.  | 78.º | Ab.  | 57.º  | 77.º | —    | —    | —     | —    | —    | —    |
| Mundial en Ruta | Mundial en Ruta | —    | 106.º | 78.º | —    | 7.º  | Ab.  | —     | —    | —    | 33.º | 18.º  | —    | Ab.  | —    |

—: no participa
Ab.: abandono